# Retablo de San Benito el Real (Valladolid)

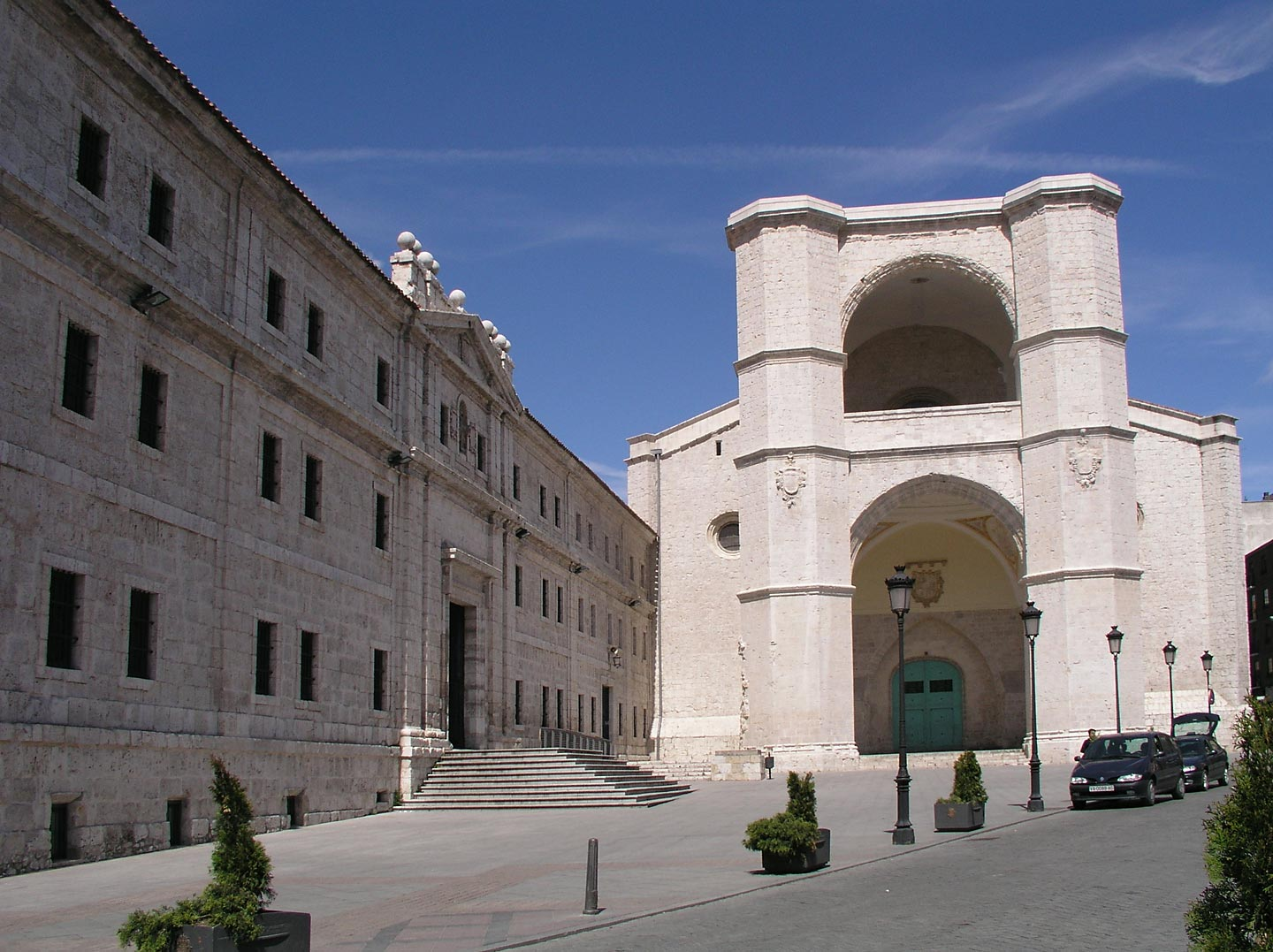
Monasterio de San Benito el Real de Valladolid, donde se instaló originalmente el retablo.

El retablo mayor de la iglesia monástica de San Benito el Real, en Valladolid, fue tallado y montado entre 1527 y 1532 para el gran monasterio del mismo nombre. Hoy se custodia en el Museo Nacional de Escultura de Valladolid y en la iglesia se encuentra el antiguo retablo de la Catedral de Valladolid, después de que en la catedral se colocara el actual de Juan de Juni.

## Historia

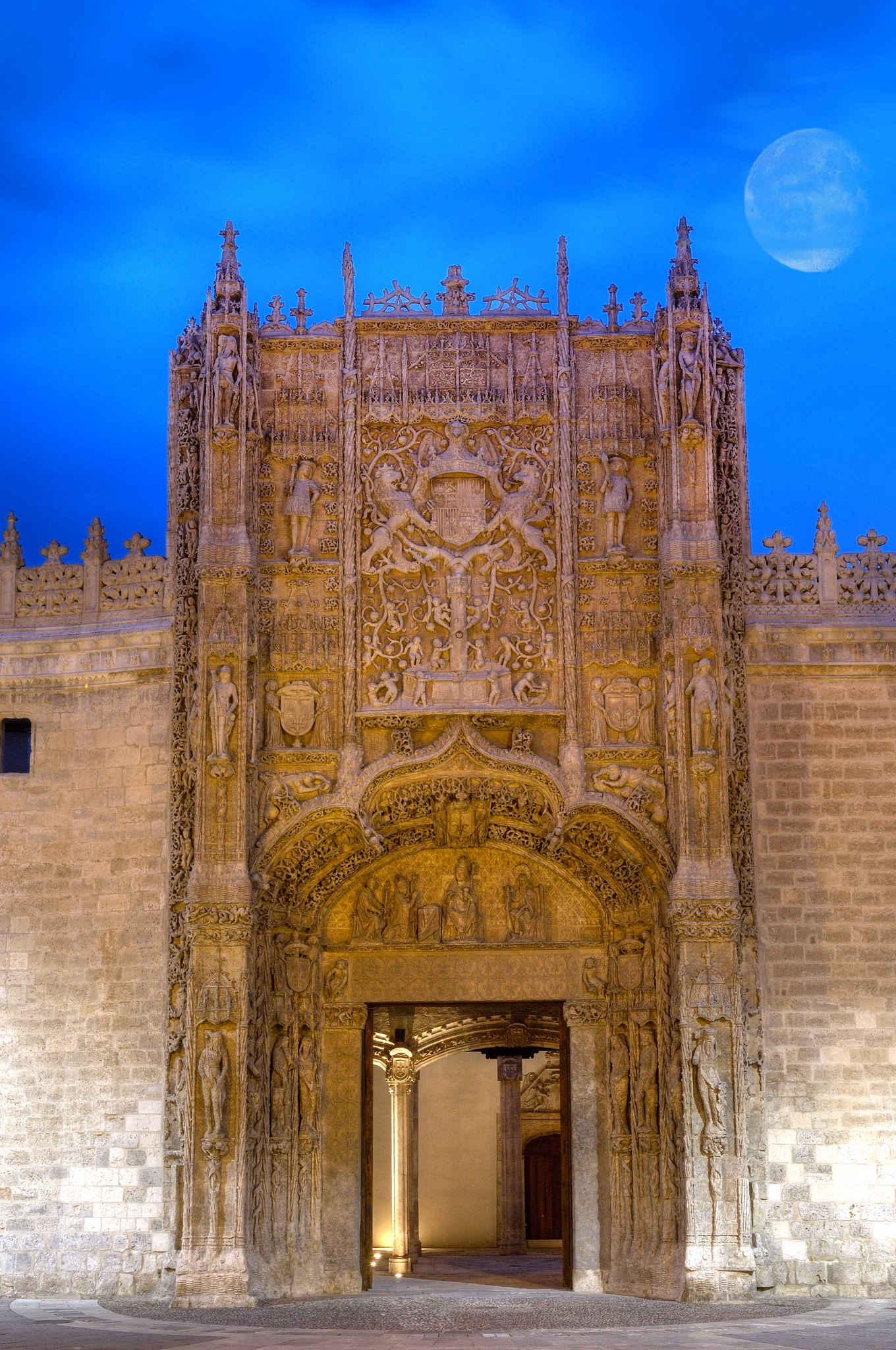
Museo Nacional de Escultura - fachada del Colegio San Gregorio, lugar donde se encuentra en la actualidad el retablo.

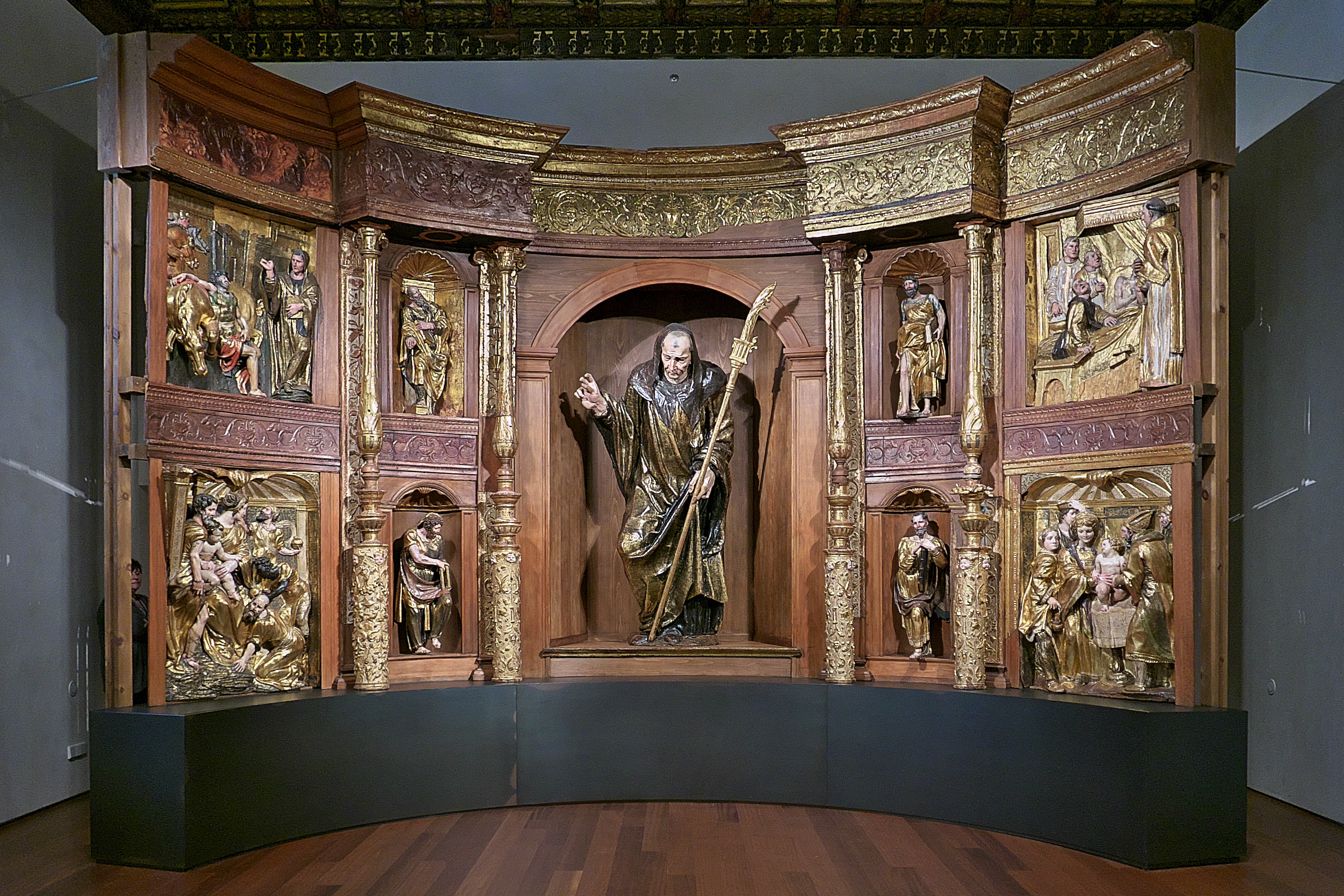
Retablo Mayor de San Benito el Real, Valladolid. Primer cuerpo

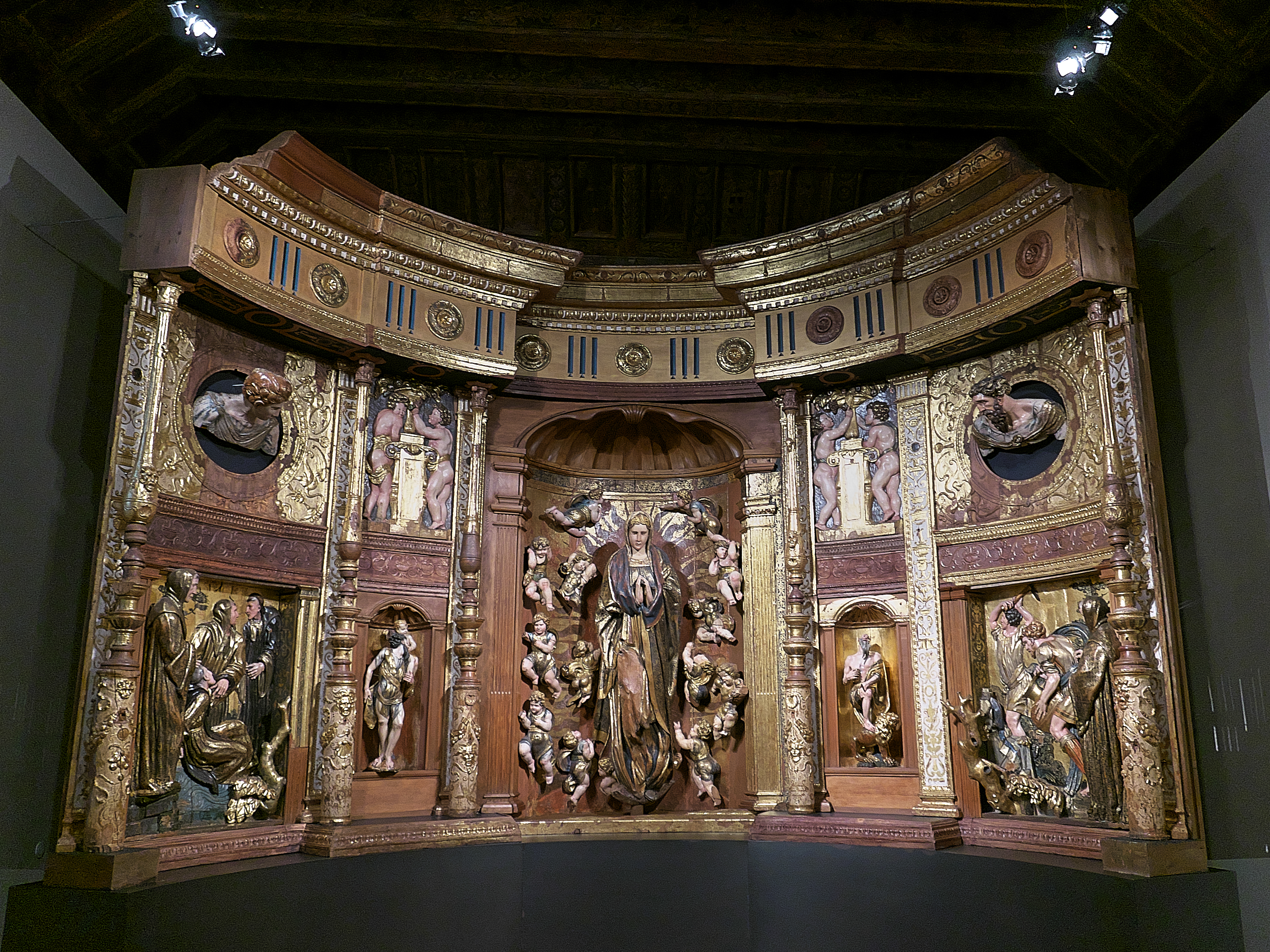
Segundo cuerpo del retablo, Museo Nacional de Escultura

Los benedictinos contactaron directamente con Alonso Berruguete, justo después de su estancia en Italia, de donde venía imbuido de las novedades artísticas que allí se desarrollaban. Los frailes vallisoletanos, y en concreto su abad, Fray Alonso de Toro, una vez convertido su monasterio en sede central de la orden en Castilla (en perjuicio del monasterio de San Zoilo en Carrión de los Condes), deseaban modernizar la iconografía religiosa e introducir las novedades renacentistas. 
Berruguete realizó un diseño arriesgado y original, de formas muy ligeras y al mismo tiempo llenas de tensión desenfrenada: balaustradas, grutescos y órdenes arquitectónicos clásicos, coronados por una gran venera, todo remozado por el espíritu inquieto del artista. La magna obra le supuso unos emolumentos de 4400 ducados. La obra pasó a ser custodiada por el Estado, como efecto de la Desamortización.
Sus componentes se conservan y cuidan en el Museo Nacional de Escultura, llegando a ocupar en la actualidad, por los distintos niveles de su altura originaria, hasta cuatro salas de su sede central, el grandioso Colegio de San Gregorio de ese museo. 
Originalmente, esta gigantesca obra, flanqueada por dos estructuras rematadas en frontón, de once calles verticales y dos grandes cuerpos horizontales sobre el banco, contenía pinturas, relieves, grandes esculturas (como la del propio San Benito), con una iconografía centrada en la infancia de Cristo y en la vida de San Benito, como temas centrales y, alrededor, una serie de pequeñas estatuas de profetas, apóstoles, evangelistas y santos, dentro de los que se encuentran algunas de las creaciones más emblemáticas del artista, destacando, en especial dos figuras:
- El martirio de San Sebastián en el momento de ser gravemente herido por los flechazos.
- El Sacrificio de Isaac: Abraham a punto de degollar a su hijo, antes de ser detenido por la mano de un ángel enviado por Yahveh.

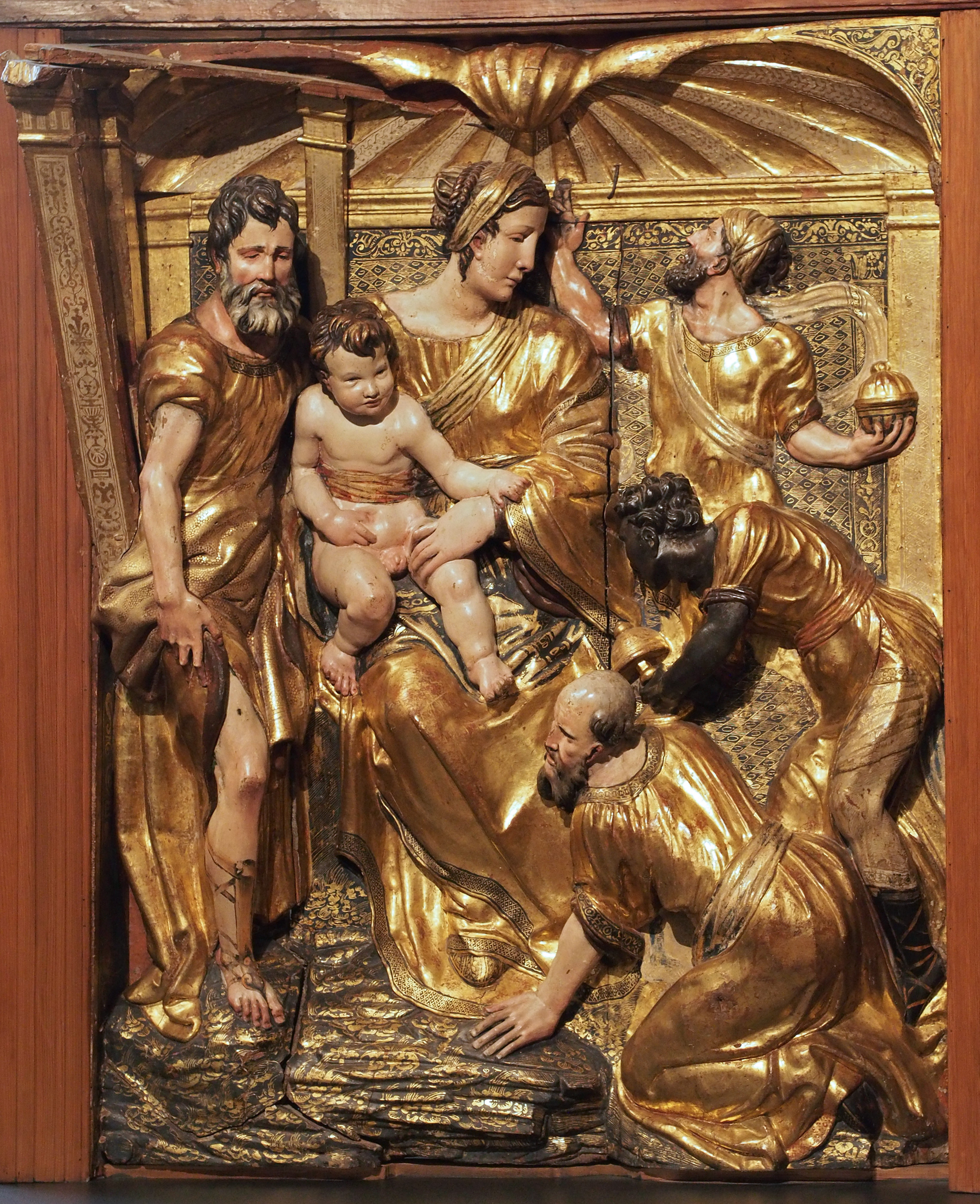
La Adoración de los Magos
Museo Nacional de Escultura, Berruguete.

## Técnica
Las figuras y el retablo están tallados en madera y ricamente policromados y dorados, además del uso de técnicas tales como la llamada del estofado (consiste en dar pan de oro a las tallas de madera y ocultarlo con una capa de pintura, posteriormente, con un garfio o con un punzón, se raspa la pintura haciendo dibujos ornamentales, de modo que los surcos dejen asomar el color o el dorado que está debajo, dando la sensación de un adorno en relieve con un rico colorido), y la técnica del encarnado (se cubre la madera tallada con varias capas de yeso y pintura y luego se le da un lustre especial para dar un color y una textura parecidas a la piel humana). Berruguete era particularmente aficionado al dorado, que aplicaba tanto a ropajes, como a fondos e incluso al pelo, aumentando, así, el efecto irreal y expresivo de las escenas.

## Forma y estilo
Nos centraremos en las dos esculturas mencionadas: el Sacrificio de Isaac y el Martirio de San Sebastián, ambas excelentes ejemplos de la integración de las formas italianizantes del artista, al tiempo que han sido interpretadas desde un punto de vista muy personal.
- Desde el punto de vista de la composición: Ambas esculturas parecen estar inspiradas directamente en «El Laocoonte» (Vasari no sólo dice que él fue testigo directo de su descubrimiento, sino que Bramante le encargó una copia del famoso grupo escultórico); aunque Berruguete introduce novedades aprendidas en la Italia renacentista y de su propia inventiva:

|  |  |

Ambas reproducen claramente la «forma serpentinata» del Manierismo Italiano: ascensión helicoidal que exige la contemplación desde varios puntos de vista, y no desde uno sólo —a pesar de que se trata de obras pertenecientes a un retablo—. El San Sebastián es una reminiscencia de los «Esclavos» que Miguel Ángel comenzó para la tumba del papa Julio II. Además, la forma que tiene de apoyarse en el árbol, como si fuera a caerse, recuerda a los desnudos de las tumbas de los Médici en Florencia. El Sacrificio de Isaac tiene fuertes reminiscencias de una obra del mismo tema realizada por Donatello. En ambos casos, la masa escultórica, tan importante para Miguel Ángel o Donatello, se transforma en una llama agitada, frenética, ingrávida y estilizada. Los sentimientos dejan de ser, igualmente, introspectivas; ya no son una tortura interior, (reflejada en rostros de mirada dura y penetrante y expresión facial contenida), ahora son mostrados abiertamente, llegando, incluso, al paroxismo.
|  |  |

- Desde el punto de vista del estilo: Berruguete tiene un estilo muy particular, nervioso, donde la pasión y el movimiento se desatan, sacrificando la perfección técnica en favor del dramatismo. Para unos, las proporciones rotas de estas dos obras y el negligente tratamiento de la anatomía son características progresistas que demuestran que el autor daba más importancia a su interpretación personal de los temas que a la mera reproducción de la naturaleza. Para otros, en este desprecio a la naturaleza también puede verse cierto poso medieval. Sin embargo, en las demás características es fácil ver la influencia renacentista:

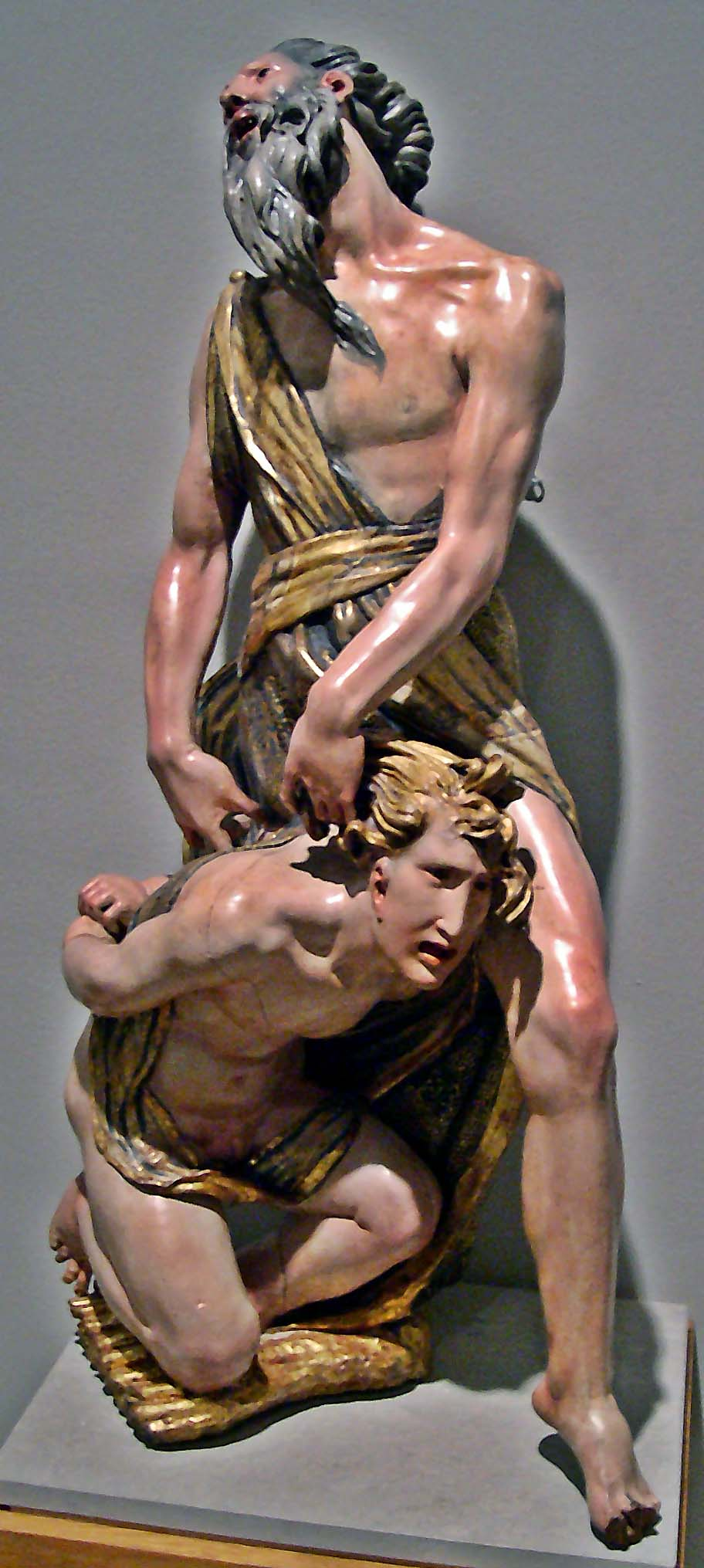
Otra vista del Sacrificio de Isaac de
Alonso Berruguete mostrando la cara de Isaac.

- La preocupación por el desnudo —aunque de canon alargado y enjuto—, que recuerda a Donatello en su época de madurez.
- El apasionamiento y las composiciones inestables, desequilibradas, se inspiran en Miguel Ángel.
- La monumentalidad y la fuerza recuerda a los tres escultores italianos que él más admiró: Donatello, Jacopo della Quercia y Miguel Ángel.

Todas estas características son innegablemente manieristas e italianizantes. Sin embargo también aporta su propia personalidad, eligiendo un canon alargado, enjuto y nervudo. La estatura de sus personajes equivale a diez cabezas. A esto añade la intensidad de los sentimientos y el fuerte dinamismo serpenteante en el que rompía el contrapposto clásico por medio de poses inestables; luego está su peculiar interpretación anatómica, a menudo incomprendida, lo que le llevó a sufrir no pocos pleitos de clientes descontentos. Se ha llegado a decir que tallaba «a zarpazos», convirtiendo cualquier escena en un drama apasionado que excluye toda trivialidad en favor de un patetismo prácticamente expresionista.

## El autor
Considerado, con Juan de Juni, uno de los máximos exponentes de la Escuela de Valladolid en el siglo XVI, Alonso Berruguete (1490-1561) es hijo del pintor Pedro Berruguete. Se educó en Italia, donde conoció personalmente a Miguel Ángel, así como la obra de Donatello y Della Quercia. Fue tan famoso en Castilla como Miguel Ángel en Italia. Trabaja deprisa, precipitadamente, como si la idea fuese a escapársele, por eso, son normales los errores, sin embargo, la fuerza creadora tapa estos deslices. Sus obras fundamentales son este vallisoletano Retablo de San Benito el Real y la sillería del coro de la Catedral de Toledo, que talla a medias con Felipe Vigarny. En mármol esculpió la Transfiguración de la Catedral de Toledo y la Tumba del Cardenal Tavera, para el Hospital del mismo nombre, también en Toledo.